# Вицлебен, Иоб фон
Карл Эрнст Иоб-Вильгельм фон Вицлебен (нем. Karl Ernst Job-Wilhelm von Witzleben; 20 июля 1783 — 9 июля 1837) — прусский генерал, в 1833-37 гг. военный министр Пруссии.

## Биография
Родился 20 июля 1783 года в Хальберштадте, происходил из старинного тюрингского дворянского рода, сын генерал-майора Карла Фридриха Генриха Гюнтера фон Вицлебена.
Образование получил в Берлинском пажеском институте, из которого выпущен в 1799 году прапорщиком в гвардию. В 1802 году произведён в подпоручики.
В 1806 году Вицлебен принимал участие в кампании против Франции, в сражении при Иене был захвачен французами в плен, освобождён после подписания Тильзитского мира. В плену он написал большую статью «Идеи для реорганизации лёгкой пехоты», которая в 1808 году привлекла внимание Шарнхорста. Тогда же Вицлебен был произведён в штабс-капитаны и зачислен во вновь образованный гвардейский егерский батальон. В начале 1812 года он получил чин майора.
В кампании 1813 года Вицлебен с отличием сражался против французов, во время похода во Францию он был произведён в подполковники. Весной 1815 года получил чин полковника и зачислен в Генеральный штаб, состоял при Блюхере, а затем был начальником штаба сводного северогерманского корпуса.
27 октября 1817 года Вицлебен был назначен директором 3-го отделения Военного министерства Пруссии и инспектором стрелковых и егерских батальонов. 5 июня 1818 года он был произведён в генерал-майоры и назначен генерал-адъютантом короля Фридриха Вильгельма III и начальником его личного военного кабинета.
31 марта 1831 года Вицлебен получил чин генерал-лейтенанта. После того, как 30 октября 1833 года ушёл в отставку военный министр Гаке, он королевским указом был назначен на освободившийся пост и утверждён в должности военного министра 25 апреля 1834 года. Главнейшей задачей Вицлебена было проведение интеграции ландвера и регулярной армии, а также перевооружение армии на современные винтовки. Также при нём был пересмотрен Военно-уголовный кодекс.
В 1835 году Вицлебен тяжело заболел и подал в отставку, однако король отказал ему и лишь 19 марта 1837 года освободил Вицлебена от несения службы.
Скончался Вицлебен 9 июля 1837 года в Берлине.

## Награды
Королевства Пруссия:
- Железный крест 2-го класса на чёрной ленте (1813)
- Железный крест 1-го класса (1814)[2]
- Орден Красного орла 3-й степени (1817)[3]
- Орден Красного орла 2-й степени с дубовыми листьями (1820, звезда к этому ордену пожалована в 1830)
- Крест за выслугу лет[нем.] (25 лет выслуги) (1825)
- Орден Красного орла 1-й степени с дубовыми листьями (1832)

Российской империи:
- Орден Святой Анны 1-й степени (10 июля 1818); с алмазные украшения (26 мая 1829)[4]
- Орден Святого Георгия 4-го класса
- Орден Святого Владимира 3-й степени (19 июля 1814)[5]
- Орден Святого Александра Невского (17 октября 1833); алмазные украшения (6 октября 1835)
- Орден Святого Владимира 1-й степени (27 ноября 1834)[6]
- Орден Святого Андрея Первозванного (27.11.1834)[7]

Великого герцогства Баден:
- Орден Военных заслуг Карла Фридриха, командорский крест (1821)[8]
- Орден Церингенского льва, большой крест (1822)[9]
- Орден Верности, большой крест (1827)[10]

Прочие:
- Орден Железного шлема (29 июня 1815, курфюршество Гессен)[11]
- Орден Золотого льва, большой крест (11 января 1820, курфюршество Гессен)[12]
- Орден Людвига большой крест (1835, великое герцогство Гессен)
- Орден Белого сокола, большой крест (великое герцогство Саксен-Веймар-Эйзенах)
- Военный орден Вильгельма, командорский крест (1825, королевство Нидерланды)
- Австрийский императорский орден Леопольда, большой крест (Австрийская империя)